# لیز کاکوفسکی
الیزابت کاکوفسکی (انگلیسی: Elizabeth Cackowski؛ زادهٔ ۶ نوامبر ۱۹۷۷) نویسنده و بازیگر کمدی آمریکایی است.

## فیلم‌شناسی
- فراموش کردن سارا مارشال (۲۰۰۸)
- دوستت دارم، مرد (۲۰۰۹)
- ابری با احتمال بارش کوفته‌قلقلی (۲۰۰۹)
- دیدبان (۲۰۱۲)
- فهرست کارها (۲۰۱۳)
- همسایه‌ها (۲۰۱۴)
- همسایه‌ها ۲: انجمن خواهری برمی‌خیزد (۲۰۱۶)
- ستاره‌های پاپ: هرگز متوقف نمی‌شوند (۲۰۱۶)
- یک خیارشور آمریکایی (۲۰۲۰)
- چیپ و دیل: تکاوران نجات (۲۰۲۲)